# Sonate K. 502
La sonate K. 502 (F.446/L.3) en ut majeur est une œuvre pour clavier du compositeur italien Domenico Scarlatti.

## Présentation
La sonate en ut majeur K. 502, notée Allegro, est une sonate complexe, contrairement à la simplicité de construction de la sonate précédente, avec laquelle elle forme une paire. La sonate évoque une danse flamenco, et chant de funérailles à l'origine, la petenera. Les musicologues Jane Clark et John Henry van der Meer (nl), considérant le registre de l'instrument, datent la paire après 1746,.

Dans la seconde partie intervient un passage inattendu à deux temps (mesures 94–100, puis mesures 104–107), avec un accompagnement en octaves très sonore. Mesures 111 et suivantes, apparaît un des rares exemples où Scarlatti indique des silences pointés.

## Manuscrits

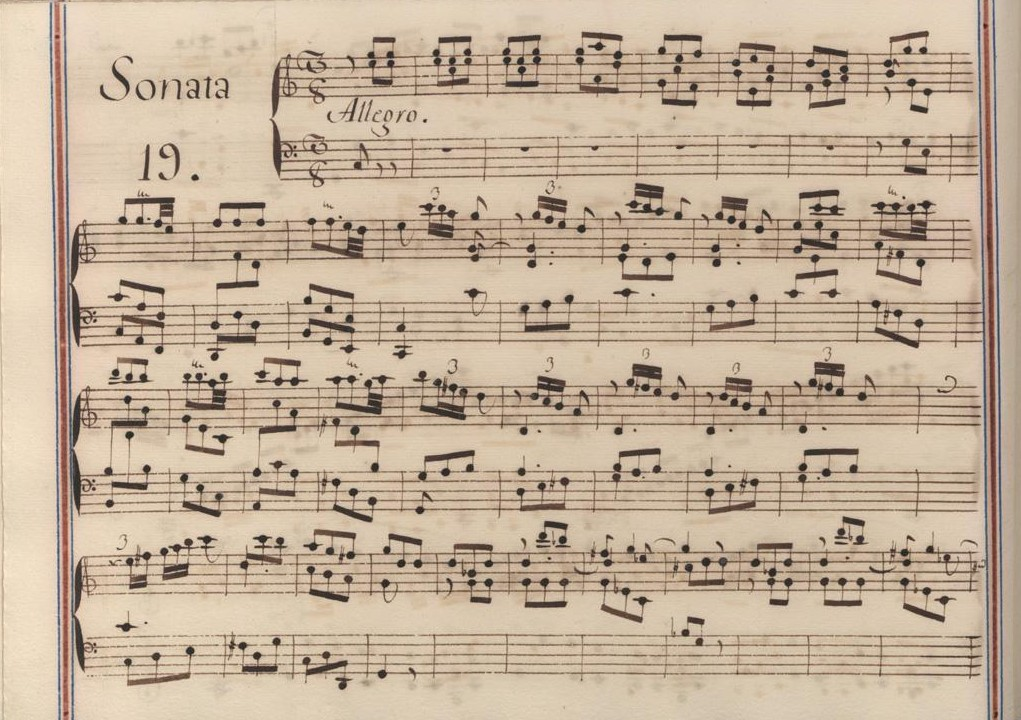
Début de la sonate, extraite du volume XII du manuscrit de Venise.

Le manuscrit principal est le numéro 19 du volume XII de Venise (1757), copié pour Maria Barbara et Parme XIV 19 ; les autres sources sont Münster I 39 et Vienne D 34.

## Interprètes
Parmi les interprètes de la sonate K. 502 au piano figurent notamment Christian Zacharias (1995, EMI), Sergei Babayan (1995, Piano Classics), Ievgueni Zarafiants (1999, Naxos, vol. 6), Carlo Grante (Music & Arts, vol. 5).
Au clavecin — outre Scott Ross (Erato, 1985) — l'enregistrent Trevor Pinnock (1987, Archiv), Virginia Black (CRD), Andreas Staier (1991, DHM), Skip Sempé (2007, Paradizo) et Pieter-Jan Belder (2007, Brilliant Classics, vol. 11).

## Sources
: document utilisé comme source pour la rédaction de cet article.
- Ralph Kirkpatrick (trad. de l'anglais par Dennis Collins), Domenico Scarlatti, Paris, Lattès, coll. « Musique et Musiciens », 1982 (1re éd. 1953 (en)), 493 p. (OCLC 954954205, BNF 34689181).
- Alain de Chambure, « Domenico Scarlatti : Intégrale des sonates — Scott Ross », p. 230, Erato (2564-62092-2), 1985 (OCLC 891183737) .